# Cœurs perdus en Atlantide (film)
Cet article concerne le film de Scott Hicks. Pour le recueil de nouvelles, voir Cœurs perdus en Atlantide.
Pour plus de détails, voir Fiche technique et Distribution.
Cœurs perdus en Atlantide (Hearts in Atlantis) est un film américain de Scott Hicks sorti en 2001, d'après deux nouvelles de Cœurs perdus en Atlantide de Stephen King.

## Synopsis
De retour sur les lieux de son enfance à la mort de son ami Sully, le photographe Bobby Garfield s'y remémore l'été de ses 11 ans en 1960 et la rencontre qu'il n'oubliera jamais Ted Brautigan, un vieil homme mystérieux qui devint son mentor.

## Fiche technique
- Titre français : Cœurs perdus en Atlantide
- Titre québécois : Le Vieil Homme doué de clairvoyance[1]
- Titre original : Hearts in Atlantis
- Réalisation : Scott Hicks
- Scénario : William Goldman d'après les nouvelles Crapules de bas étage en manteau jaune et Ainsi tombent les ombres célestes de la nuit de Stephen King dans le livre éponyme du film.
- Photographie : Piotr Sobociński
- Décors : Barbara C.Ling
- Costumes : Julie Weiss
- Montage : Pip Carmel
- Musique : Mychael Danna
- Production : Jodi Zuckerman, Kerry Heysen, Michael Flynn et Bruce Berman (en)
- Budget : 31 000 000 $[2]
- Langue : anglais
- Format : Couleurs - 2,35:1 - 35 mm
- Date de sortie : 2001

## Distribution
- Anthony Hopkins (VF : Jean-Pierre Moulin ; VQ : Vincent Davy) : Ted Brautigan
- Anton Yelchin (VF : Brice Ournac ; VQ : Lawrence Arcouette) : Bobby Garfield à 11 ans
- Hope Davis (VF : Ivana Coppola ; VQ : Nathalie Coupal) : Liz Garfield
- Mika Boorem (VF : Émilie Rault) : Carol/ Lily Gerber
- David Morse (VF : Patrice Baudrier ; VQ : Benoit Rousseau) : Bobby Garfield adulte
- Alan Tudyk (VF : Martial Le Minoux) : Monte Man
- Tom Bower: Len Files
- Celia Weston (VF : Michèle Bardollet) : Alana Files
- Adam LeFevre (VQ : Luis De Cespedes) : Donald Biderman
- Will Rothhaar (VQ : Sébastien Reding): John L. Sullivan, dit "Sully-John"
- Deirdre O'Connell: Mrs. Gerber
- Timmy Reifsnyder: Harry Doolin

Source et légende : Version française (VF) sur AlloDoublage
Source et légende : Version québécoise (VQ) sur Doublage Québec

## Accueil
Le film a été un échec commercial, rapportant environ 30 920 000 $ au box-office dans le monde entier, dont 24 185 000 $ en Amérique du Nord pour un budget de 31 000 000 $. En France, il a réalisé 25 638 entrées.
Il a reçu un accueil critique mitigé, recueillant 50 % de critiques positives, avec une note moyenne de 5,7/10 et sur la base de 135 critiques collectées, sur le site agrégateur de critiques Rotten Tomatoes.

## Distinctions
Anton Yelchin a remporté le Young Artist Award du meilleur jeune acteur pour son interprétation dans le film. Le film a été nommé pour le Satellite Award de la meilleure photographie en 2002.

## Autour du film
Bien qu’intitulé Cœurs perdus en Atlantide, le film n’adapte pas la seconde nouvelle du recueil de Stephen King qui porte aussi ce titre. On y retrouvait le personnage de Carol Gerber des années plus tard. Par ailleurs si le film reprend des éléments de la dernière nouvelle du recueil, il change sensiblement la fin : Carol est vraiment morte et c’est sa fille que retrouve des années plus tard le personnage principal (les deux jeunes filles étant jouées par la même actrice, Mika Boorem). C’est une volonté du réalisateur Scott Hicks. De même le scénario original de William Goldman contenait encore des références aux extraterrestres : le réalisateur a voulu atténuer les éléments les plus fantastiques.
Les hommes en noir sont donc ici des sortes d’agents fédéraux à la poursuite de Ted Brautigan pour utiliser son don, même si la chose n’est elle-même pas totalement clarifiée. Dans l’entretien que Scott Hicks a avec Hopkins dans les suppléments du DVD, il affirme être plus intéressé par l’intuition sous sa forme la moins explicite. En ce sens, bien qu’ayant commandé des essais pour des effets spéciaux chez ILM censés figurer les visions de Ted Brautigan, il abandonna finalement l’idée de les utiliser : « J'ai dit au studio : nous avons le meilleur des effets spéciaux : il s'appelle Anthony Hopkins».
Le récit autour du match de football américain est inspiré d’un roman du scénariste William Goldman. Anthony Hopkins, pendant cette séquence où il nettoie ses chaussures, a fait appel aux souvenirs qu’il avait de son grand-père.
Le plan où le personnage principal contemple le vélo dans la vitrine est quelque peu récurrent chez Scott Hicks : on le retrouve dans Freedom concernant cette-fois ci une Porsche, et dans sa série Finder Keepers, l’intérêt du petit garçon étant alors un ordinateur.
Dans la foulée de La neige tombait sur les cèdres (Snow Falling on Cedars), le compositeur James Newton Howard aurait dû retrouver le réalisateur Scott Hicks pour ce film, mais la chose n’a pas pu se faire. C’est Mychael Danna qui l’a remplacé. Le directeur de la photographie Piotr Sobociński, connu pour son travail avec Krzysztof Kieslowski, est décédé à la suite du tournage principal. Des scènes additionnelles furent tournées avec Allen Daviau pour le remplacer.
Hope Davis et Anton Yelchin furent à nouveau mère et fils dans le film Charlie Bartlett.